# Chalmoux
Chalmoux és un municipi francès, situat al departament de Saona i Loira i a la regió de Borgonya - Franc Comtat. L'any 2017 tenia 636 habitants.

## Demografia
El 2007 la població era de 730 persones. Hi havia 310 famílies, i 406 habitatges (314 l'habitatges principals, 72 segones residències i 20 desocupats).

## Economia
El 2007 la població en edat de treballar era de 423 persones, 315 eren actives i 108 eren inactives. Hi havia una empresa extractiva, dues alimentàries, dues de fabricació d'altres productes industrials, quatre de construcció, tres empreses de comerç i reparació d'automòbils, de transport, una d'hostatgeria i restauració, una financera, una immobiliària, vuit empreses de serveis.
L'any 2000 a Chalmoux hi havia 33 explotacions agrícoles que conreaven un total de 2.618 hectàrees. Hi ha una escola elemental integrada dins d'un grup escolar.

## Llocs d'interés
- Església del segle xii
- El castell de Jarsaillon a costat del qual es troben les ruïnes de l'antic castell de mota i pati